# De blufbaron
De blufbaron is een  stripverhaal uit de reeks van Jerom, uitgegeven door de Standaard Uitgeverij in 1989.

## Locaties
- Huis van Dolly, kasteel, Constantinopel, kasteel

## Personages
- Jerom, Dolly, Boskop, Femke, Roetsje, Drammer, baron, tovenaar Nooitermeer, sultan, dienaren

## Het verhaal
Roetsje en Drammer wonen bij Dolly en ze zijn onhandelbaar. Dolly en de kinderen beklagen zich hierover en Jerom krijgt de opdracht zijn neefje en nichtje beter op te voeden. Jerom neemt de twee kinderen mee naar het land van de vele kastelen, maar ook daar gedragen de kinderen zich niet. Ze vertellen dat ze net zo sterk zijn als Jerom, maar hun energie niet kwijt kunnen in avonturen. Jerom besluit het eerste avontuur dat ze tegenkomen aan te gaan. 
Ze komen in een kasteel, waar de eigenaar klaagt over de buurman. De buurman is een tovenaar volgens de baron. Hij vertelt de baron van Münchhausen te zijn en hij heeft zich door zijn fantastische verhalen in een moeilijke situatie gestort. Hij is een weddenschap aangegaan met de buurman en moet een sprekende taart naar de sultan van Constantinopel brengen. Degene die de wedstrijd wint, krijgt het kasteel van de ander.
De volgende dag komt de tovenaar met de sprekende taart naar het kasteel en hij heeft meteen een voorsprong. De vrienden zetten de achtervolging in, maar de tovenaar gebruikt magie om ze tegen te houden. De baron blijft bluffen onderweg en Jerom en de kinderen ergeren zich daaraan. De tovenaar laat een middeleeuws kasteel verschijnen en de baron komt op een kanonskogel over de muur. Per toeval krijgt hij ook de sprekende taart in handen en de vrienden gaan verder richting Constantinopel. Na enkele gebeurtenissen krijgt de tovenaar de taart weer in handen en komt in Constantinopel aan. Hij biedt de taart aan de sultan aan, maar Roetsje en Drammer eten deze snel op. Zo is er geen winnaar of verliezer. 
De sultan verveelt zich erg en de blufbaron en de tovenaar vertellen beide vele verhalen. Jerom en de kinderen krijgen een heerlijke maaltijd in het kasteel van de sultan. Dolly besluit dat ze in het volgende avontuur ook mee wil doen.